# سانسون (بازیکن فوتبال)
سانسون (انگلیسی: Sansón; ۲۰ آوریل ۱۹۲۴ – ۱۳ فوریهٔ ۲۰۱۲) بازیکن فوتبال اهل اسپانیا بود.
از باشگاه‌هایی که در آن بازی کرده‌است می‌توان به باشگاه فوتبال سلتاویگو، باشگاه فوتبال اسپورتینگ خیخون، باشگاه فوتبال رئال اویدو، و باشگاه فوتبال خرز اشاره کرد.